# Визе (остров)
Визѐ (на руски: Остров Визе) е остров в северната част на Карско море, в състава на Красноярски край на Русия. Има удължена форма от северозапад на югоизток с дължина 34 km и максимална ширина 11 km. Площ 288 km2. Максимална височина 22 m. Изграден е от морски пясъци и глини. Покрит е с тревиста растителност, характерна за арктическата тундра.
Остров Визе е открит на 13 август 1930 г. от полярната експедиция на кораба „Георгий Седов“, ръководена от руския геофизик и полярен изследовател Ото Шмид и е наименуван в чест на руския океанолог и полярен изследовател участник в експедицията Владимир Визе, който на базата на своите океанографски изчисления за теченията в Карско море теоретически предсказва неговото съществуване още през 1924 г. От 1 ноември 1945 г. на южния бряг на острова функционира хидрометеорологична полярна станция „Визе“.

## Топографска карта
- Топографска карта Т-47-ІV,V,VІ; М 1:200 000[2]